# Franco Bontadini
Franco Bontadini (ur. 4 stycznia 1893 w Mediolanie, zm. 23 listoapda 1943 w Mediolanie ) – włoski piłkarz występujący na pozycji pomocnika, olimpijczyk ze Sztokholmu 1912.

## Kariera
Był członkiem kadry na igrzyskach olimpijskich 1912 w Sztokholmie gdzie wystąpił w jednym spotkaniu. Strzelił pierwszą bramkę w przegranym 2:3 meczu z Finlandią. W trakcie kariery występował w klubach Calcio Ausonia, AC Milan, Inter Mediolan.